# Готовка на пару
Готовка на пару, паровая кухня, варка на пару — вариант варки продуктов с использованием горячего пара. Является более щадящей по сравнению с основным способом варки, а также используется в диетической кухне.

## История
В разных культурах мира существовали рецепты, требующие обработки продуктов паром, и, соответственно, разнообразные приспособления для этих целей. Принято считать, что изобрели этот способ обработки пищи китайцы, но существует также мнение, что китайцы переняли его у арабов, которые в свою очередь заимствовали этот обычай у берберов — коренного населения Северной Африки. Древнейшим блюдом, приготавливаемым на пару, традиционно считается кускус. Самое большое количество рецептов для приготовления на пару насчитывает юго-восточная кулинарная традиция, что объясняется популярностью в Азии риса как основного продукта питания (рис и рисовая мука содержат мало клейковины и просто не предусматривают иного способа приготовления). Традиционная азиатская пароварка представляет собой плетёную из бамбуковой соломки корзинку с крышкой.

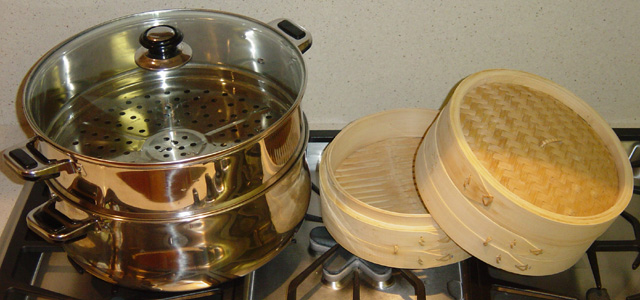
Металлическая и бамбуковая пароварки

Корзинки устанавливаются одна на другую на ёмкость с кипящей водой. Для контроля уровня воды, на дно ёмкости кладут монетки, позвякивание которых сигнализирует о достаточном количестве воды. В таких пароварках китайцы, японцы и корейцы до сих пор готовят изделия из рисового теста, рыбу и пельмени — как дома, так и в ресторанах.
На Западе, и в России в том числе, приготовление на пару не получило такого значительного распространения, как на Востоке. Для приготовления блюд, требующих щадящей тепловой обработки, использовалась не паровая, а водяная баня. Разница в том, что ёмкость с продуктами помещается в сосуд с кипящей водой, которая нагревает стенки ёмкости. Например, классический английский пудинг готовится именно на водяной бане. В исторической русской кулинарной традиции паровая обработка не приобрела массовой популярности. Так, в знаменитой книге Елены Ивановны Молоховец «Подарок молодым хозяйкам», изданной в 1861 году, паровая баня рекомендовалась исключительно для варки пудингов. В главной поваренной книге советской эпохи — «Книге о вкусной и здоровой пище» — была целая глава «Паровая рыба», где этот способ приготовления рыбы рекомендовался как наилучший: «Рыба, сваренная на пару, вкуснее обычной отварной рыбы, так как в ней сохраняется значительно больше вкусовых веществ».

## Преимущества приготовления на пару
Паровые блюда — основа некоторых видов диетического питания. Употребление пищи, приготовленной на пару без добавления жиров, рекомендовано при заболеваниях органов пищеварения, особенно печени, паровая диета уменьшает риск развития сердечно-сосудистых заболеваний и является прекрасным способом похудеть. Пища, приготовленная на пару — рекомендованное питание для детей, беременных женщин и пожилых людей. Один из основных аргументов в пользу пароварок — сохранение в продуктах при приготовлении максимума питательных веществ. Пароварка считается оптимальной для приготовления рыбы, изделий из рубленого мяса, овощей, суфле и пудингов.
Приготовление на пару исключает такие неприятности, как пересыхание или подгорание продуктов, поэтому пароварка — незаменимое устройство для разогрева и размораживания блюд. По этой же причине мытьё пароварки не вызывает затруднений.

## Недостатки и ограничения готовки на пару
- Далеко не все продукты годятся для готовки по этой технологии, например, так нельзя готовить макаронные изделия;
- Для приготовления в пароварке не подходят продукты, которые требуют длительной тепловой обработки (например, крупные куски мяса);
- Многие жалуются, что еда, приготовленная на пару, пресна. Во избежание этого рекомендуется добавлять специи после обработки паром;
- Некоторые виды еды, например грибы, содержат вредные вещества, избавиться от которых можно только при длительной варке или вымачивании;
- Пароварки требуют больше энергии, чем другие способы готовки, например, микроволновая печь.

## Оборудование для готовки на пару
- Пароварка, мантоварка
- Пароконвектомат
- Мультиварка
- Контейнер для микроволновки